# Festival des cerisiers en fleurs de Washington
Le Festival des cerisiers en fleurs de Washington (National Cherry Blossom Festival)  est une célébration de printemps à Washington, D.C., commémorant le 27 mars 1912, quand le maire de la ville de Tokyo Yukio Ozaki fit don de cerisiers japonais à la ville de Washington. Le maire de Tokyo posa ce geste dans un effort pour améliorer l'amitié grandissante entre les États-Unis et le Japon et célébrer la relation étroite entre les deux nations.

## Description
Le festival, d'une durée de deux semaines, commence le dernier samedi de mars avec un jour de la famille et la cérémonie d'ouverture officielle au Musée national du bâtiment,. Un éventail d'activités et d'événements culturels a lieu les jours suivants. Le Festival des cerfs-volants fleuris (le Kite Blossom festival, anciennement le Kite festival Smithsonian) a généralement lieu pendant le premier week-end des festivités. Chaque jour, il y a une fête sushi / saké, des cours au sujet de cerisiers en fleurs, et un tour à vélo autour du Tidal Basin. D'autres événements incluent des expositions d'art (photographies, sculptures, animations), des spectacles culturels, rakugo, défilés de kimono, la danse, le chant, les arts martiaux, un tournoi de rugby à XV et divers autres  événements  parrainés.

## Galerie d'images

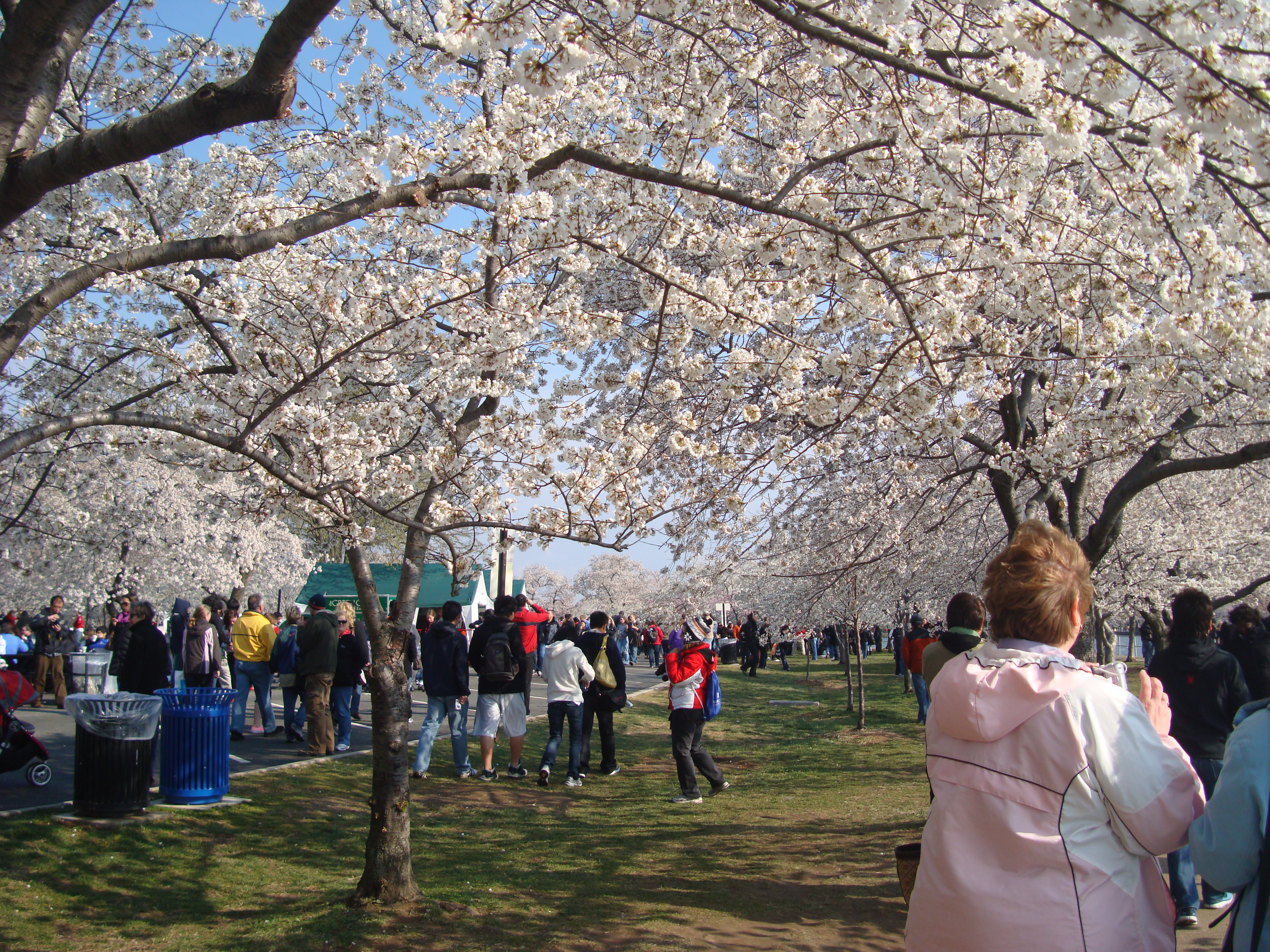
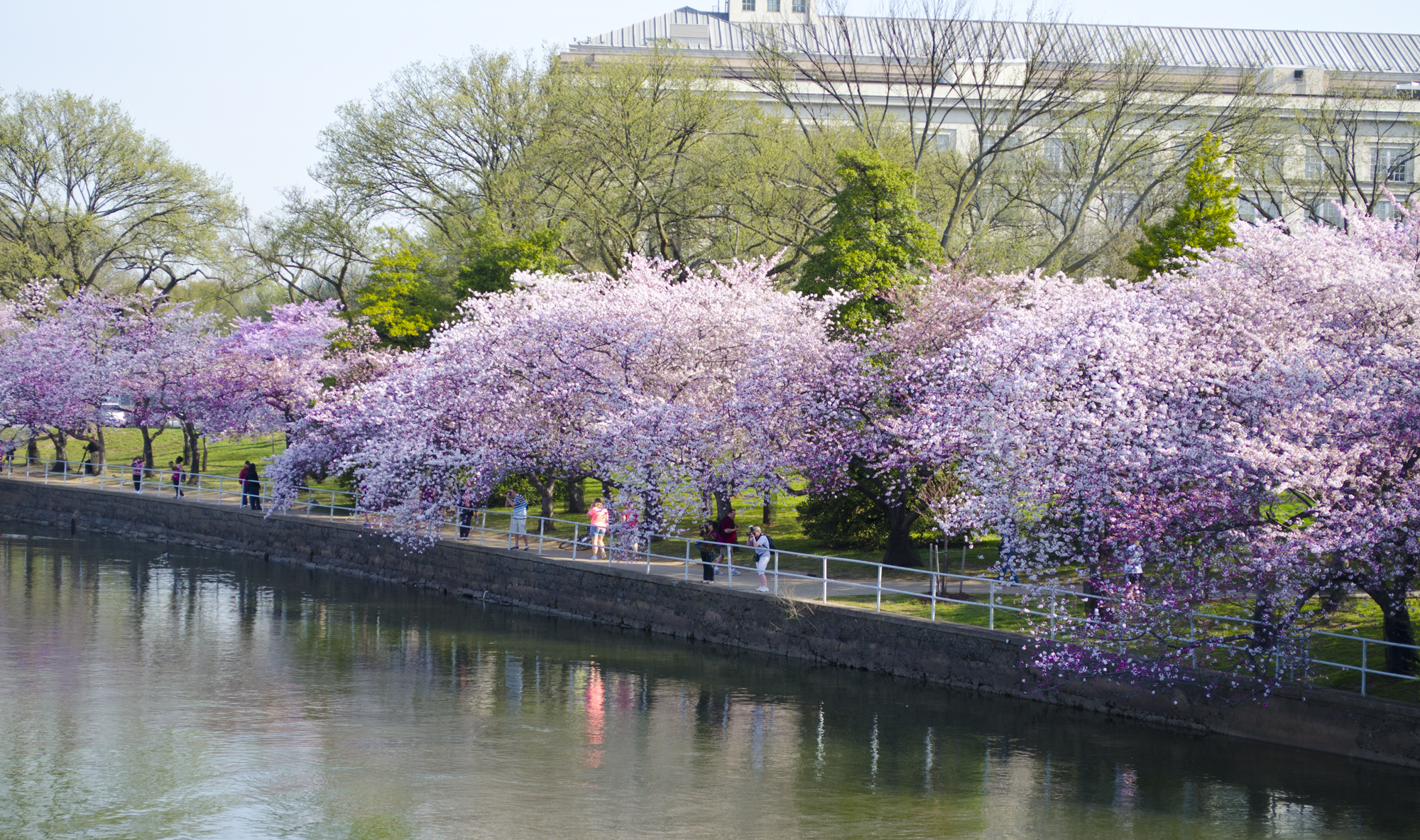
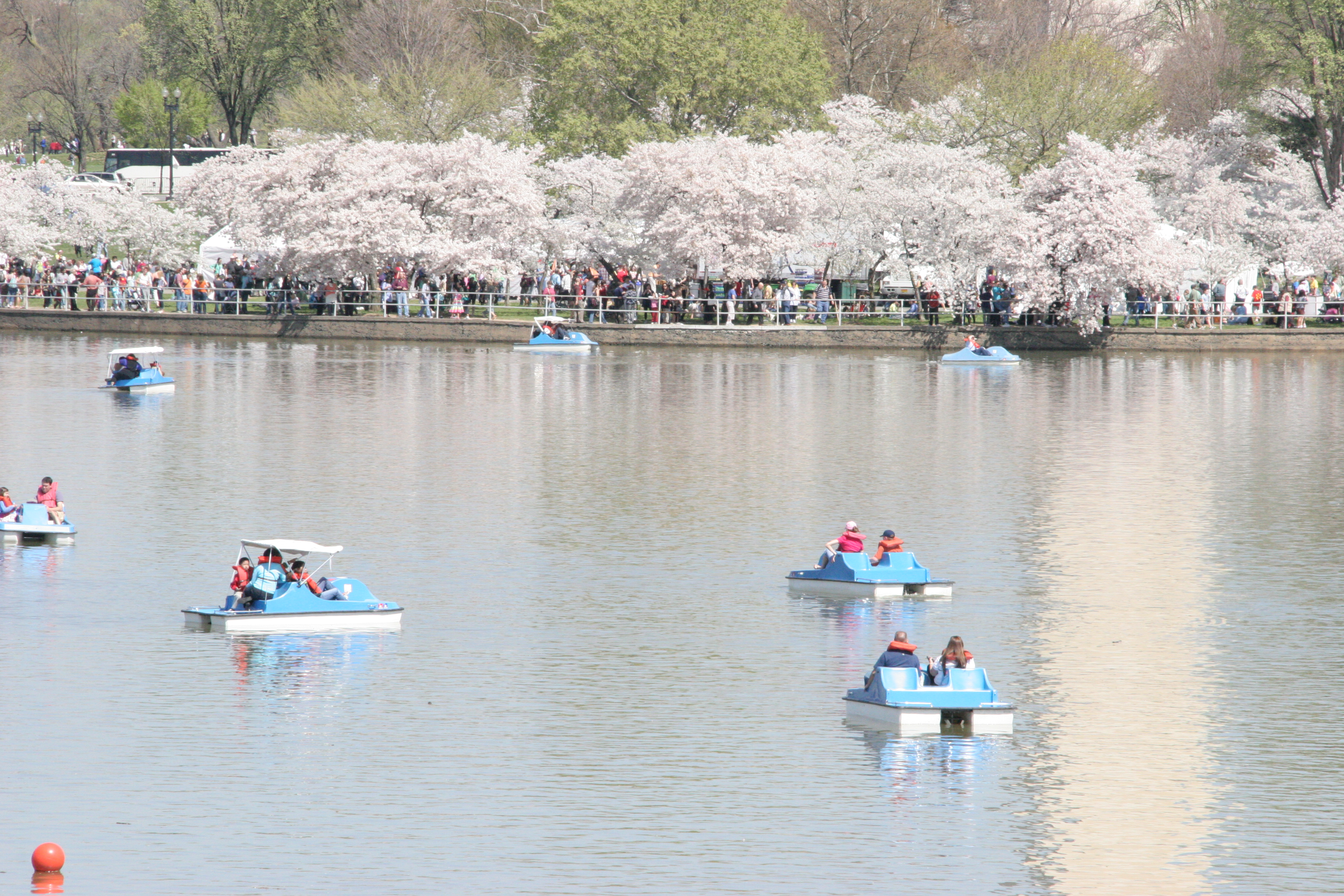
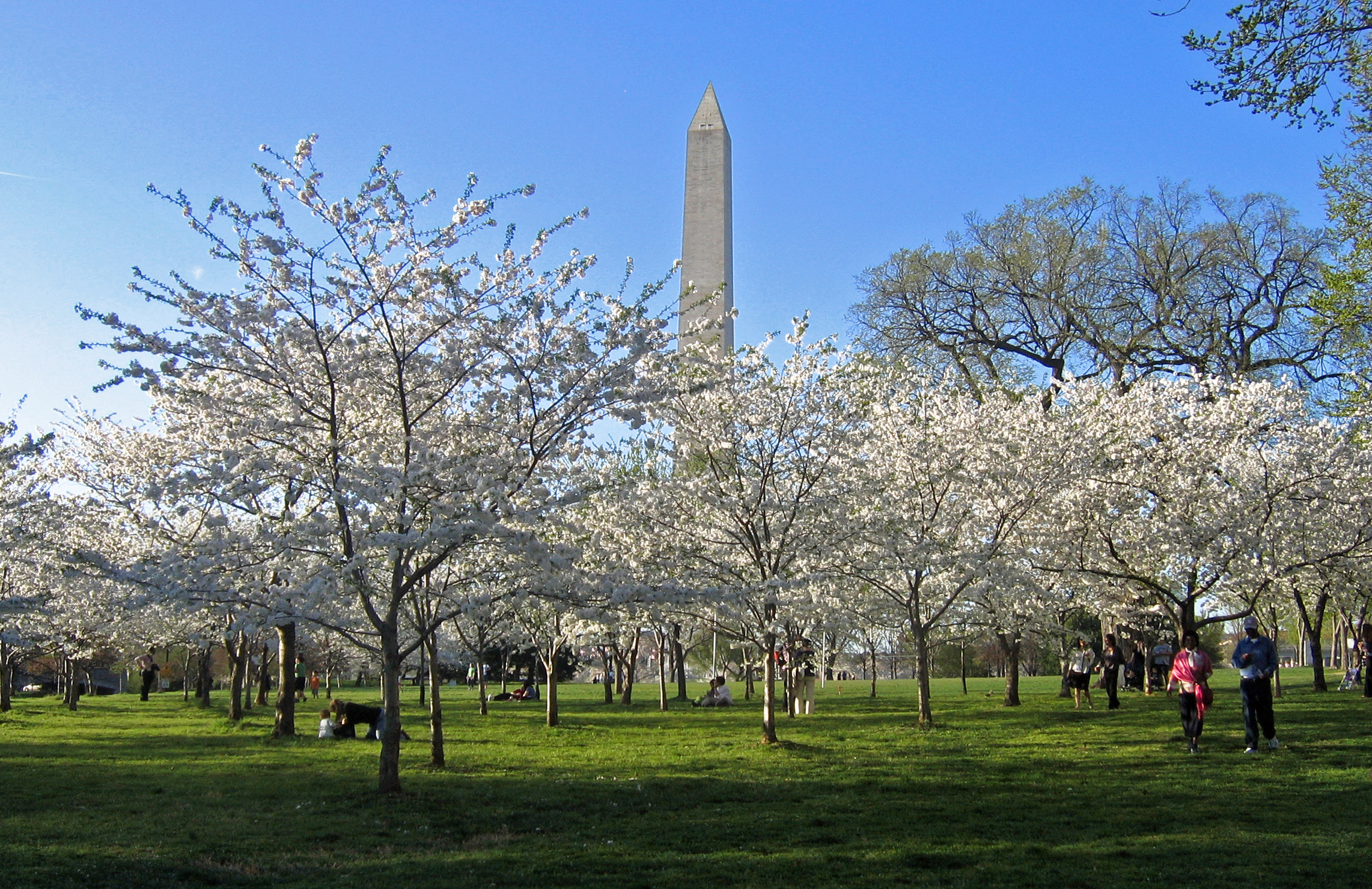
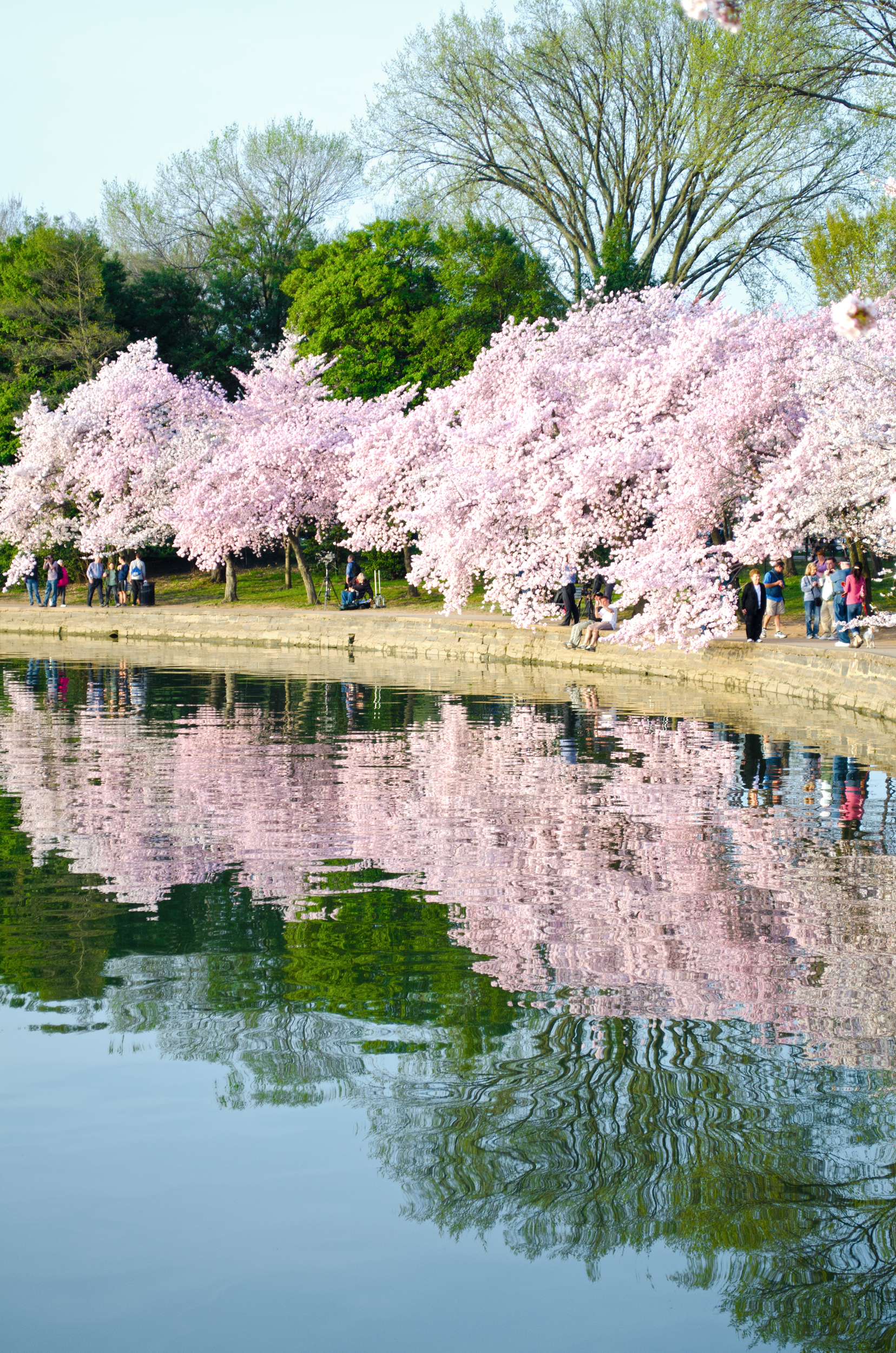
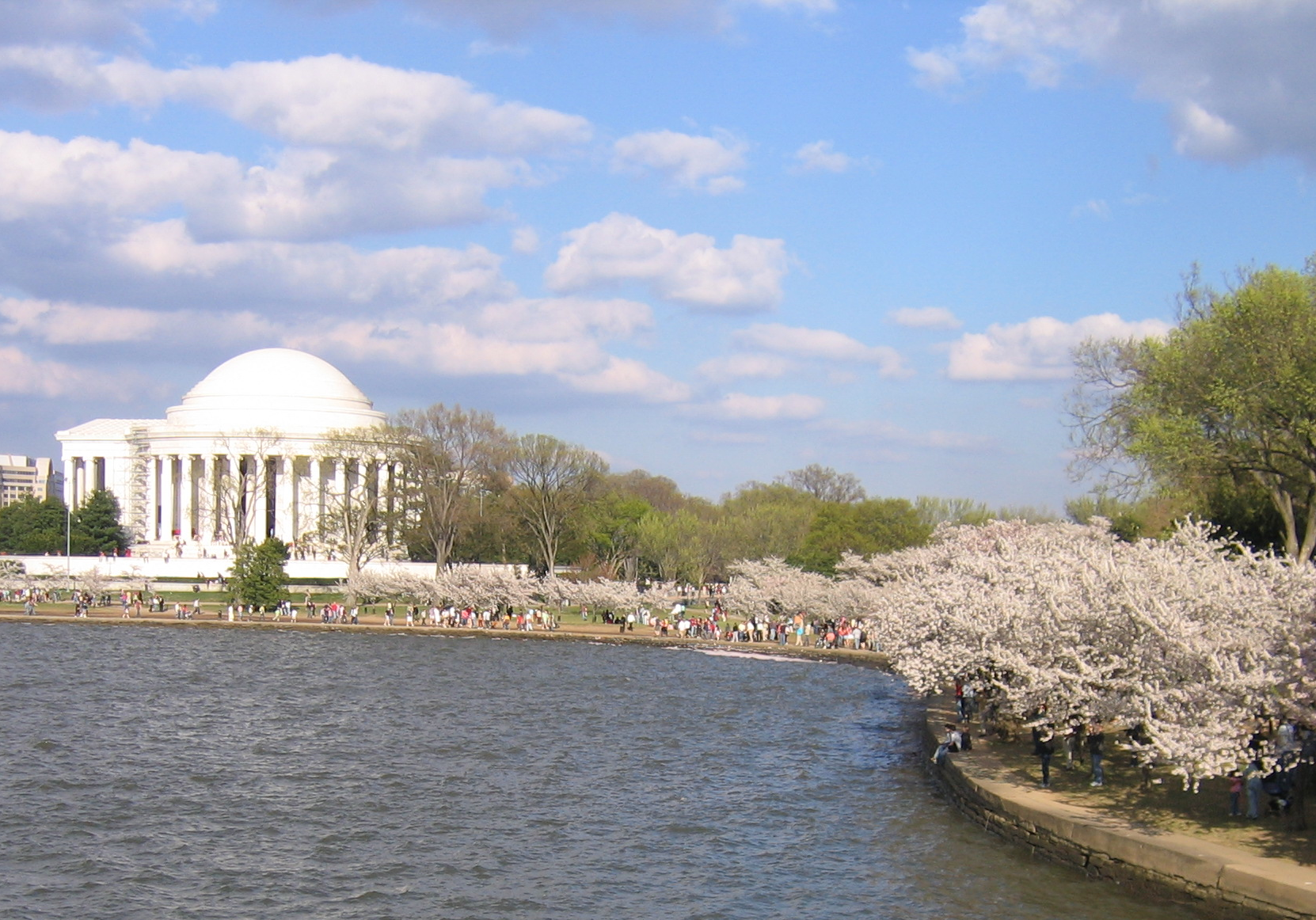
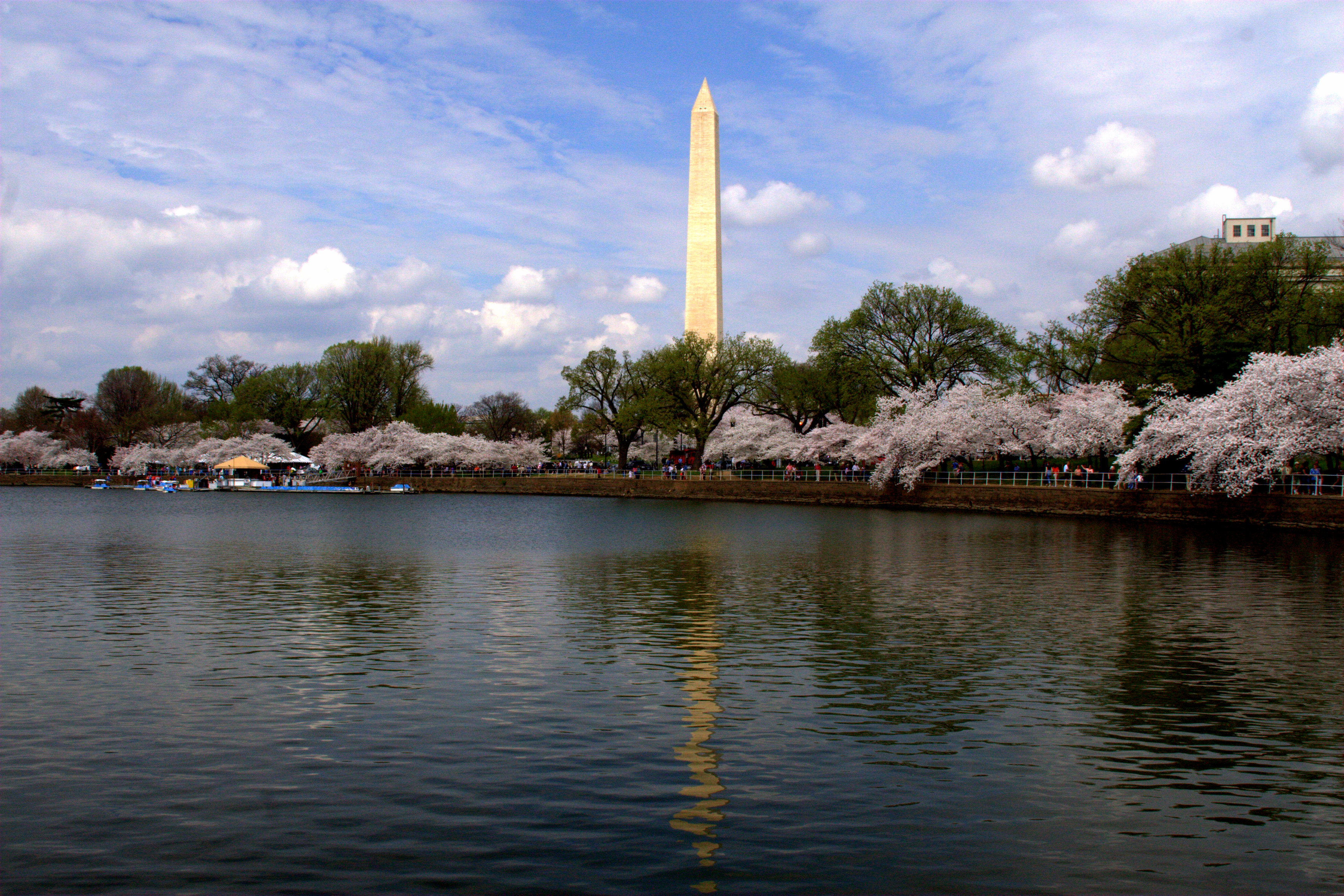